# Fußball-Weltmeisterschaft 2006/Paraguay
Dieser Artikel behandelt die paraguayische Nationalmannschaft bei der Fußball-Weltmeisterschaft 2006 in Deutschland.

## Qualifikation

### Spiele
1. Spieltag
6. September 2003, Lima / Peru, 42.000 Zuschauer, Schiedsrichter: Héctor Baldassi (ARG)
 Peru –  Paraguay 4:1 (2:1)
Torschützen: 0:1 Gamarra (24. Minute), 1:1 Solano (34.), 2:1 Mendoza (42.), 3:1 Soto (83.), 4:1 Farfán (90.)
 Zegarra (Peru) und Cáceres (Paraguay)
2. Spieltag
10. September 2003, Asunción / Paraguay, 20.000 Zuschauer, Schiedsrichter: Óscar Ruiz (COL)
 Paraguay –  Uruguay 4:1 (1:1)
Torschützen: 0:1 Chevanton, Ernesto (24. Minute), 1:1 Cardozo (27.), 2:1 Paredes (54.), 3:1 Cardozo (57.), 4:1 Cardozo (73.)
 Abeijón und Olivera (beide Uruguay)
3. Spieltag
15. November 2003, Asunción / Paraguay, 20.000 Zuschauer, Schiedsrichter: José Luis Paniagua (COL)
 Paraguay –  Ecuador 2:1 (1:0)
Torschützen: 1:0 Roque Santa Cruz (28. Minute), 1:1 Méndez (59.), 2:1 Cardozo (69.)
 Gómez (Ecuador)
4. Spieltag
18. November 2003, Santiago de Chile / Chile, 65.000 Zuschauer, Schiedsrichter: Gustavo Méndez (URU)
 Chile –  Paraguay 0:1 (0:1)
Torschütze: 0:1 Paredes (30. Minute)
 Rafael Olarra und Milován Mirošević (beide Chile) sowie Cardozo und Caniza (Paraguay)
5. Spieltag
31. März 2004, Asunción / Paraguay, 40.000 Zuschauer, Schiedsrichter: Óscar Ruiz (COL)
 Paraguay –  Brasilien 0:0
 Paredes und Toledo (beide Paraguay) sowie Ronaldo und Silva (beide Brasilien)
6. Spieltag
1. Juni 2004, Bolivien, 20.000 Zuschauer, Schiedsrichter: Márcio Rezende de Freitas (BRA)
 Bolivien –  Paraguay 2:1 (1:1)
Torschützen: 1:0 Cristaldo (10. Minute), 1:1 Cardozo (33.), 2:1 Suarez (71.)
 Cristaldo (Bolivien) sowie da Silva (Paraguay)
7. Spieltag
6. Juni 2004, Buenos Aires / Argentinien, 37.000 Zuschauer, Schiedsrichter: Carlos Simon (BRA)
 Argentinien –  Paraguay 0:0
 González und Tévez (beide Argentinien) sowie Caniza, Ortiz und Gamarra (alle Paraguay)
 Ortiz (Paraguay)
8. Spieltag
5. September 2004, Asunción / Paraguay, Schiedsrichter: Gustavo Méndez (URU)
 Paraguay –  Venezuela 1:0 (0:0)
Torschütze: 1:0 Gamarra (52. Minute)
 Enciso (Paraguay) sowie Urdaneta und Vera (beide Venezuela)
9. Spieltag
9. Oktober 2004, 25.000 Zuschauer, Schiedsrichter: Horacio Elizondo (ARG)
 Kolumbien –  Paraguay 1:1 (0:0)
Torschützen: 1:0 Grisales (18. Minute), 1:1 Torres (77.)
 Diaz und Moreno (beide Kolumbien)
10. Spieltag
13. Oktober 2004, Asunción / Paraguay, 30.000 Zuschauer, Schiedsrichter: Óscar Ruiz (COL)
 Paraguay –  Peru 1:1 (1:0)
Torschützen: 1:0 Paredes (13. Minute), 1:1 Solano (74.)
 Caniza, Manzur und Villar (alle Paraguay) sowie Rebosio, Soto und Cominges (alle Peru)
11. Spieltag
17. November 2004, Montevideo / Uruguay, Estadio Centenario, 35.000 Zuschauer, Schiedsrichter: Carlos Simon (BRA)
 Uruguay –  Paraguay 1:0 (0:0)
Torschütze: 1:0 Montero (78. Minute)
 Lugano, Montero und Delgado (alle Uruguay) sowie Paredes und Bareiro (beide Paraguay)
12. Spieltag
27. März 2005, Quito / Ecuador, 32.400 Zuschauer, Schiedsrichter: Gustavo Méndez (URU)
 Ecuador –  Paraguay 5:2 (2:2)
Torschützen: 0:1 Cardozo (Elfmeter, 9. Minute), 0:2 Cabanas (14.), 1:2 Antonio Valencia (32.), 2:2 Méndez (45.), 3:2 Méndez (48.), 4:2 Antonio Valencia (50.), 5:2 Ayovi (Elfmeter, 76.)
 Espinoza, Tenorio und Caicedo (alle Ecuador) sowie Gavilán und Caniza (beide Paraguay)
13. Spieltag
30. März 2005, Asunción / Paraguay, 26.000 Zuschauer, Schiedsrichter: Horacio Elizondo (ARG)
 Paraguay –  Chile 2:1 (1:0)
Torschützen: 1:0 Morínigo (37. Minute), 2:0 Cardozo (59.), 2:1 Fuentes (72.)
 Cabañas (Paraguay) sowie Melendez (Chile)
14. Spieltag
5. Juni 2005, Porto Alegre / Brasilien, 45.000 Zuschauer, Schiedsrichter: Martín Vázquez (URU)
 Brasilien –  Paraguay 4:1 (2:1)
Torschützen: 1:0 Ronaldinho (Elfmeter, 32. Minute), 2:0 Ronaldinho (Elfmeter, 41.), 3:0 Zé Roberto (70.), 3:1 Roque Santa Cruz (72.), 4:1 Robinho (82.)
 Belletti, Lúcio und Roque Júnior (alle Brasilien) sowie Manzur und Paredes (beide Paraguay)
 Lúcio
15. Spieltag
8. Juni 2005, Asunción / Paraguay, 5.500 Zuschauer, Schiedsrichter: Gustavo Brand
 Paraguay –  Bolivien 4:1 (2:1)
Torschützen: 1:0 Gamarra (17. Minute), 1:1 Galindo (30.), 2:1 Roque Santa Cruz (45.), 3:1 Cáceres (54.), 4:1 Jorge Nunez (68.)
 Walter Flores, Jose Alfredo Castillo (beide Paraguay)
16. Spieltag
3. September 2005, Asunción / Paraguay, 32.000 Zuschauer, Schiedsrichter: Carlos Simon (BRA)
 Paraguay –  Argentinien 1:0 (1:0)
Torschütze: 1:0 Roque Santa Cruz (14. Minute)
 Edgar Barreto und Justo Villar (beide Paraguay) sowie Andrés-Nicolás D´Alessandro (Argentinien)
17. Spieltag
8. Oktober 2005, Maracaibo / Venezuela, 23.000 Zuschauer, Schiedsrichter: Horacio Elizondo (ARG)
 Venezuela –  Paraguay 0:1 (0:0)
Torschütze: 0:1 Nelson Valdez (65. Minute)
 Hector Gonzalez (Venezuela) sowie Diego Gavilán und Carlos Gamarra (beide Paraguay)
18. Spieltag
11. Oktober 2005, Asunción / Paraguay, 12.400 Zuschauer, Schiedsrichter: Márcio Rezende de Freitas (BRA)
 Paraguay –  Kolumbien 0:1 (0:1)
Torschütze: 0:1 Luis Gabriel Rey (7. Minute)
 José Montiel und Nelson Cuevas (beide Paraguay) sowie Luis Perea, Elkin Soto, John Javier Restrepo und John Viáfara (alle Kolumbien)

### Abschlusstabelle
| Rang | Land        | Tore  | Punkte |
| ---- | ----------- | ----- | ------ |
| 1    | Brasilien   | 35:17 | 34     |
| 2    | Argentinien | 29:17 | 34     |
| 3    | Ecuador     | 23:19 | 28     |
| 4    | Paraguay    | 23:23 | 28     |
| 5    | Uruguay     | 23:28 | 25     |
| 6    | Kolumbien   | 24:16 | 24     |
| 7    | Chile       | 18:22 | 22     |
| 8    | Venezuela   | 20:28 | 18     |
| 9    | Peru        | 20:28 | 18     |
| 10   | Bolivien    | 20:37 | 14     |

Erfolgreichste Torschützen Paraguays in der Qualifikation waren José Saturnino Cardozo (7 Tore), Roque Santa Cruz (4) sowie Carlos Gamarra und Carlos Humberto Paredes (je 3).

## Paraguayisches Aufgebot
| Nr.               | Name                    | Verein vor WM-Beginn    | Geburtstag | Spiele   | Tore     |          |          |          |          |
| Torhüter          | Torhüter                | Torhüter                | Torhüter   | Torhüter | Torhüter | Torhüter | Torhüter | Torhüter | Torhüter |
| ----------------- | ----------------------- | ----------------------- | ---------- | -------- | -------- | -------- | -------- | -------- | -------- |
| 1                 | Justo Villar            | CA Newell’s Old Boys    | 30.06.1977 | 1        | 0        | 0        | 0        | 0        |          |
| 12                | Aldo Bobadilla          | Club Libertad           | 20.04.1976 | 3        | 0        | 0        | 0        | 0        |          |
| 22                | Derlis Gómez            | Sportivo Luqueño        | 02.11.1972 | 0        | 0        | 0        | 0        | 0        |          |
| Abwehrspieler     |                         |                         |            |          |          |          |          |          |          |
| 2                 | Jorge Núñez             | Estudiantes de La Plata | 22.01.1978 | 3        | 0        | 0        | 0        | 0        |          |
| 3                 | Delio Toledo            | Real Saragossa          | 10.02.1976 | 1        | 0        | 0        | 0        | 0        |          |
| 4                 | Carlos Gamarra          | SE Palmeiras            | 17.02.1971 | 3        | 0        | 0        | 0        | 0        |          |
| 5                 | Julio César Cáceres     | River Plate             | 05.10.1979 | 3        | 0        | 0        | 0        | 0        |          |
| 14                | Paulo da Silva          | Deportivo Toluca        | 01.02.1980 | 1        | 0        | 0        | 0        | 0        |          |
| 15                | Julio Manzur            | FC Santos               | 22.06.1981 | 1        | 0        | 0        | 0        | 0        |          |
| 21                | Denis Caniza            | CD Cruz Azul            | 29.08.1974 | 3        | 0        | 1        | 0        | 0        |          |
| Mittelfeldspieler |                         |                         |            |          |          |          |          |          |          |
| 6                 | Carlos Bonet            | Club Libertad           | 02.10.1977 | 2        | 0        | 0        | 0        | 0        |          |
| 8                 | Édgar Barreto           | NEC Nijmegen            | 15.07.1984 | 2        | 0        | 1        | 0        | 0        |          |
| 10                | Roberto Acuña           | Deportivo La Coruña     | 25.03.1972 | 3        | 0        | 1        | 0        | 0        |          |
| 11                | Diego Gavilán           | CA Newell’s Old Boys    | 01.03.1980 | 0        | 0        | 0        | 0        | 0        |          |
| 13                | Carlos Humberto Paredes | Reggina Calcio          | 16.07.1976 | 3        | 0        | 2        | 0        | 0        |          |
| 16                | Cristian Riveros        | Club Libertad           | 16.10.1982 | 2        | 0        | 0        | 0        | 0        |          |
| 17                | José Montiel            | Club Olimpia            | 19.03.1988 | 0        | 0        | 0        | 0        | 0        |          |
| 19                | Julio dos Santos        | FC Bayern München       | 07.05.1983 | 2        | 0        | 1        | 0        | 0        |          |
| Stürmer           |                         |                         |            |          |          |          |          |          |          |
| 7                 | Salvador Cabañas        | Jaguares de Chiapas     | 05.08.1980 | 0        | 0        | 0        | 0        | 0        |          |
| 9                 | Roque Santa Cruz        | FC Bayern München       | 16.08.1981 | 3        | 0        | 0        | 0        | 0        |          |
| 18                | Nelson Valdez           | SV Werder Bremen        | 28.11.1983 | 3        | 0        | 1        | 0        | 0        |          |
| 20                | Dante López*            | FC Genua 93             | 16.08.1983 | 1        | 0        | 0        | 0        | 0        |          |
| 23                | Nelson Cuevas           | CF Pachuca              | 10.01.1980 | 2        | 1        | 0        | 0        | 0        |          |
| Trainer           |                         |                         |            |          |          |          |          |          |          |
|                   | Aníbal Ruiz             |                         | 30.12.1942 |          |          |          |          |          |          |

* Dante López wurde für den verletzten José Saturnino Cardozo nachnominiert.

## Spiele Paraguays

### Quartier der Mannschaft
Sportschule Oberhaching.

### Vorrunde
- England –  Paraguay 1:0 (1:0)

- Schweden –  Paraguay 1:0 (0:0)

- Paraguay –  Trinidad und Tobago 2:0 (1:0)

Details siehe Fußball-Weltmeisterschaft 2006/Gruppe B